# Wilhelm Hesch

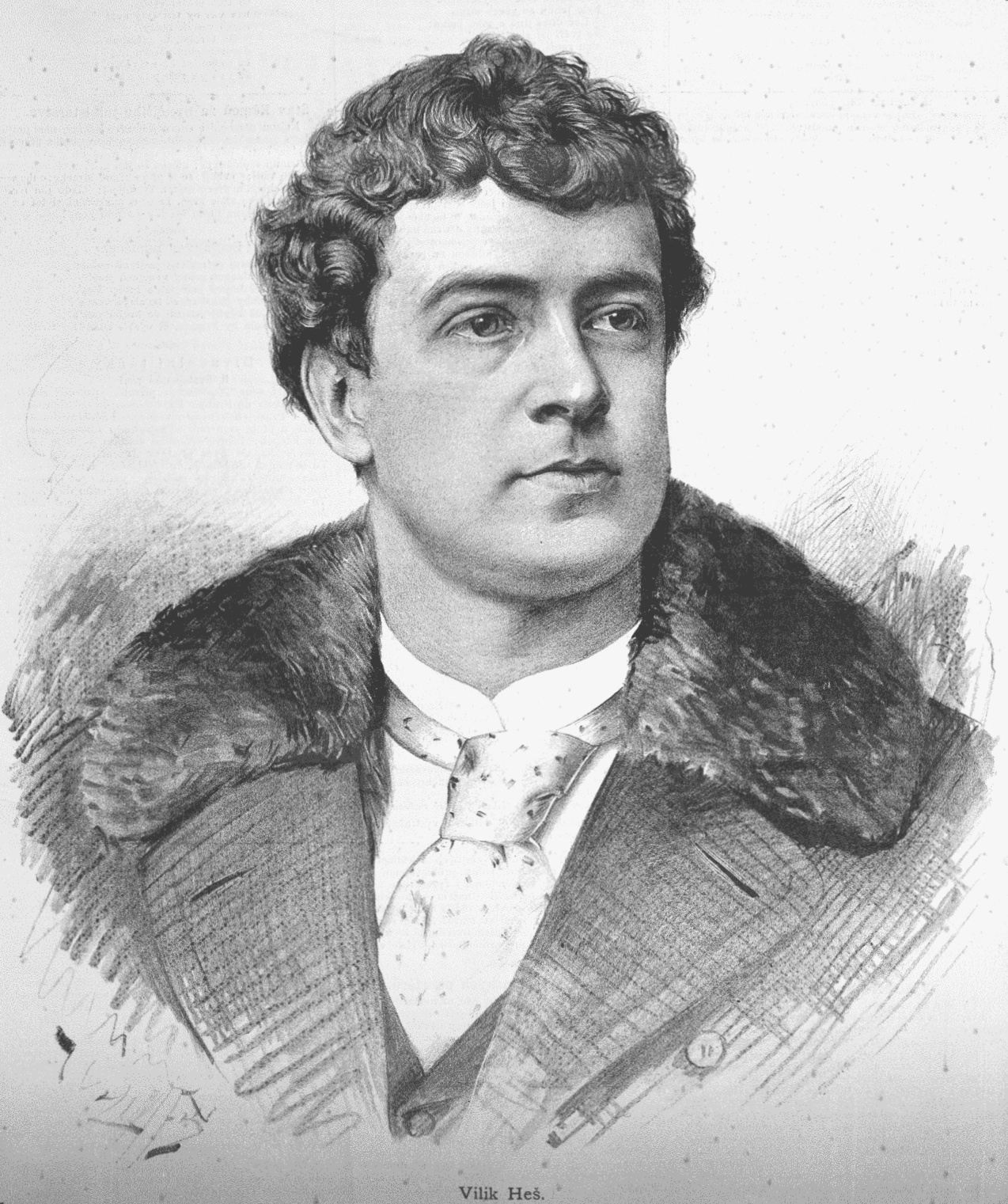
Wilhelm Hesch
(Jan Vilímek, 1889)

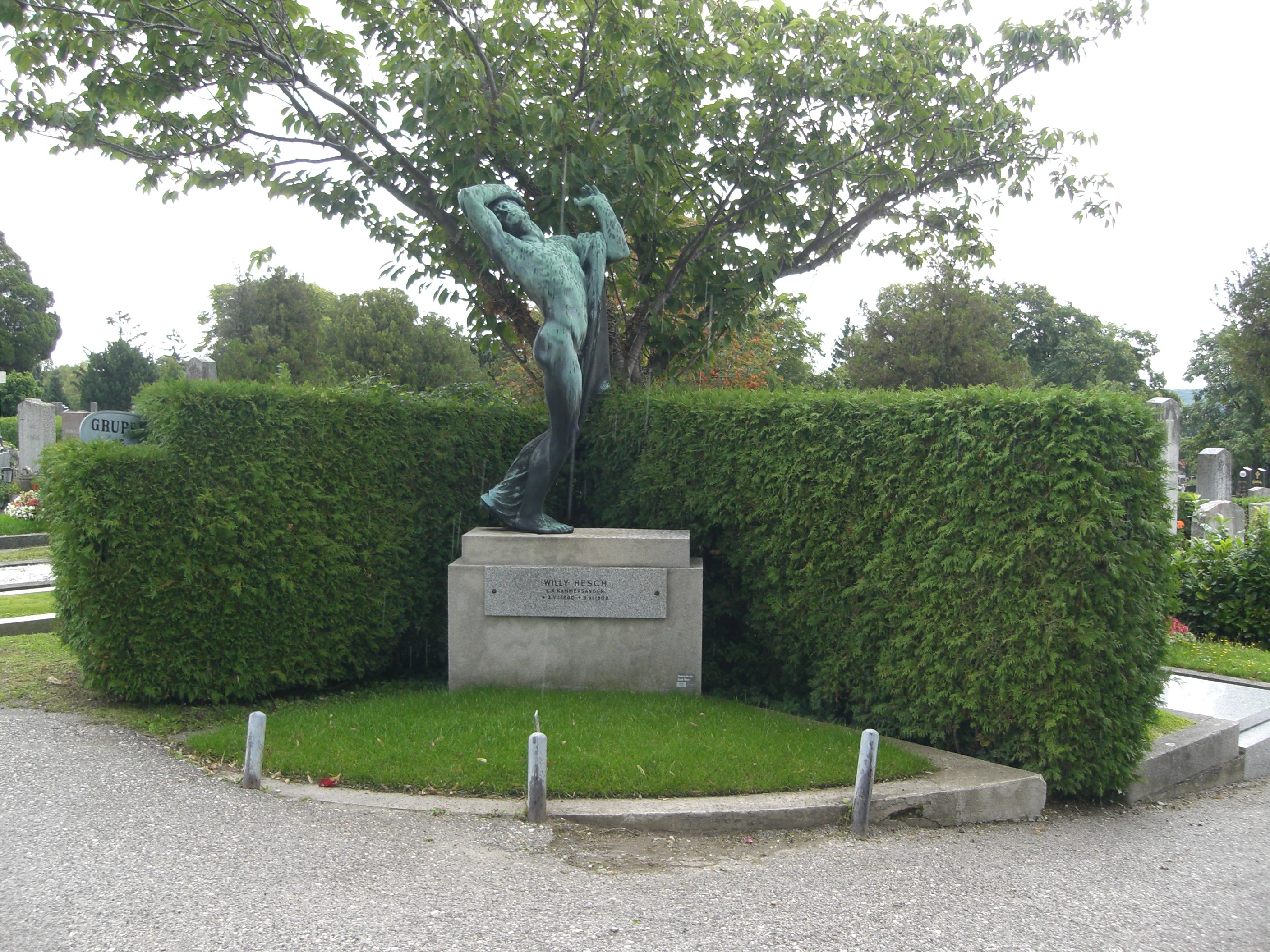
Grab von Willy Hesch am Baumgartner Friedhof in Wien

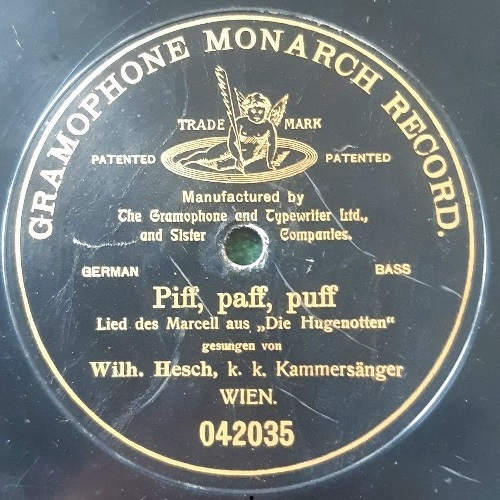
Schallplatte von Wilhelm Hesch (Wien 1903)

Wilhelm „Willy“ Hesch, tschechisch Vilém „Vilík“ Heš, (* 3. Juli 1860 in Elbeteinitz, Böhmen; † 4. Jänner 1908 in Wien) war ein österreichischer Theaterschauspieler und Opernsänger (Bass).

## Leben
Hesch, Sohn eines Landwirts, war zuerst Mitglied wandernder böhmischer Theatergesellschaften, kam dann 1880 ans Tschechische Nationaltheater in Prag und wirkte hier, bis er 1892 gelegentlich eines Gastspiels im Internationalen Ausstellungstheater in Wien als „Kezal“ in der Verkauften Braut auffiel und ihn Bernhard Pollini nach Hamburg holte, wo er mehrere Jahre blieb. Ab 1895 war er an der Hofoper Wien als vielseitiger dramatischer Bass tätig, zuletzt mit dem Titel eines Kammersängers. Zu seinen Hauptrollen zählten der „Mephisto“ (in Goethes Faust), der „Leporello“ (in Don Giovanni), „Sarastro“, „Osmin“ und andere.
Er ist auf zahlreichen Schallplatten zu hören, die ältesten auf Berliner Reords (Wien 1900), dann G&T (Wien 1902–07), außerdem einige auf Columbia (Wien 1903), Beka und Odeon (beide Wien 1904).
Hesch ist in einem ehrenhalber gewidmeten Grab auf dem Baumgartner Friedhof (Gruppe 15, Nummer 1) in Wien beerdigt. Im Jahr 1955 wurde in Wien-Penzing und Ottakring (14. und 16. Bezirk) der Heschweg nach ihm benannt.